# Johansfors glasbruk
Johansfors glasbruk er et glasbruk i Johansfors i Emmaboda kommune i Kalmar län, Småland, Sverige.
Johansfors glasbruk blev grundlagt i 1891 og blev en del af fusionen Orrefors Kosta Boda AB i 1990. De tidligere glasbruks bygninger fik nye ejere i 2011 og "Johansfors Future Spirit, JFS" blev laceret.
I 1889 blev et glasmaleri grundlagt i det tidligere mejeri ved Sliparedammen i Johansfors. Råglas blev indkøbt fra andre glasbruk, det dekoreredes og solgtes videre. Forretningen gik så godt, at man to år senere startede egen fremstilling af glas. Johansfors glasbruk indviedes i august 1891. De årtier fremstillede først og fremmest presset til husholdninger, men også slipet och malet glas blev fremstillet. I 1920'erne begyndte man fremstille glas med betegnelsen "kønne brugsgenstande". Påvirknigerne fra Ellen Key og Arts and Crafts-bevægelsen i England indebar at lade kunstnere formgive kønne men billige brugsgenstande til arbejderklassen.
Under kriseårene i 1930'erne arbejde man meget med farvet glas for at skjule den urene glasmasse. Bengt Orup var brukets kunstnerlige leder i årene 1952-1973. Hans stilrene servise fra 1950'erne var meget populære. Blandt andre kunstner, der har været ansat ved Johansfors kan nævnes Erik Hennix, Margareta Hennix, Ingegerd Råman, Bertil Vallien og Christopher Ramsey.
Johansfors glasbruk bygninger købtes i 2011 af selskabet ConDeVent, der havde planer om at producere rom i glasbruket. Det blev imidlertid ikke til noget. I portnerboligen på glasbruket husedes Kristallmuseet frem til 2015, hvor museet blev flyttet til The Glass Factory på Boda glasbruk.